# Brasão de Indaiatuba

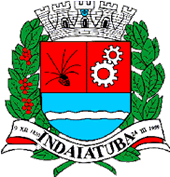
Brasão de armas

O brasão de armas de Indaiatuba foi instituído pela Lei nº 930 de 17 de outubro de 1966 e obedece aos rígidos princípios da heráldica.

## Simbologia
O brasão tem o formato boleado, estilo português peninsular, o que lembra o passado lusíada do Brasil. Os dois campos de goles (vermelho) evocam os sentimentos de liberdade, intrepidez e combatividade. O terceiro campo de blau (azul) representa a lealdade, a glória, a serenidade e o zelo. No primeiro campo, o pé de indaiá é a imediata lembrança do nome da cidade desde os seus primeiros tempos; no segundo campo, as duas polias conjugadas lembram o esforço industrial da cidade, que marca o seu progresso e a sua evolução constante. No terceiro campo, a faixa de prata ondulada representa o Rio Jundiaí, que constitui a base de seu sistema hidrográfico. "Jundiaí" provém do tupi antigo îundi'a'y, "rio dos jundiás" (îundi'a, jundiá e 'y, rio).

## Símbolos exteriores
A coroa mural é a simbologia do município em heráldica, e o escudete de blau (azul) com uma flor de lis de prata que a direita e a esquerda se definem pelo ponto de vista de quem estaria portando o escudo), é o simbolismo do trabalho de todos os paulistas que formaram os cafezais, contribuindo para o engrandecimento do Brasil e a consolidação do seu crédito no exterior. O ramo de louro, à direita, é a lembrança perene das glórias do povo de Indaiatuba, que tem feito tudo pelo seu engrandecimento e, consequentemente, o de São Paulo e também do Brasil.
A faixa é constituída de 3 elementos: a palavra Indaiatuba, que remete ao nome do município, e as duas datas, que se localizam nos extremos da palavra. A primeira data é 9 de dezembro de 1830, data da elevação do povoado de Cocais a freguesia da vila de Itu (nessa oportunidade, o nome do então povoado passou a ser Indaiatuba), e a segunda data é 24 de março de 1859, quando a freguesia foi elevada à categoria de vila.